# Менделеево (Московская область)
Менделе́ево — посёлок городского типа в Московской области России. Входит в городской округ Солнечногорск.
Население — 6237 чел. (2024).
Расположен к северо-западу от Москвы, в верховьях реки Клязьмы, на 40 километре Ленинградского шоссе, рядом с городом Зеленоградом. Примерно в 700 метрах от посёлка, расположенного в нижней части поймы Клязьмы, на относительно высоком месте, находится село Льялово.

## История
Древнейшие поселения эпохи мезолита были обнаружены у деревни Льялово и посёлка Менделеево вблизи реки Клязьмы, см. Льяловская культура.
По археологическим данным, с XI века на территории будущего посёлка появились первые славяне — племена вятичей и кривичей.
Статус посёлка городского типа — с 1965 года. Назван в честь русского учёного Дмитрия Ивановича Менделеева.
С 2005 до 2019 гг. посёлок являлся центром городского поселения Менделеево Солнечногорского муниципального района.
С 2019 года Менделеево входит в городской округ Солнечногорск, в рамках администрации которого рабочий посёлок относится к территориальному управлению Ржавки-Менделеево.

## Население
| 1970  | 1979  | 1989  | 2002  | 2006  | 2009  | 2010  | 2012  | 2013  |
| ----- | ----- | ----- | ----- | ----- | ----- | ----- | ----- | ----- |
| 5251  | ↗8204 | ↗9172 | ↘8030 | →8030 | ↘7456 | ↗7927 | ↘7868 | ↘7720 |
| 2014  | 2015  | 2016  | 2017  | 2018  | 2019  | 2020  | 2021  | 2023  |
| ↘7573 | ↘7465 | ↘7294 | ↘7203 | ↘7120 | ↗7150 | ↘7064 | ↘6317 | ↘6284 |
| 2024  |       |       |       |       |       |       |       |       |
| ↘6237 |       |       |       |       |       |       |       |       |

## Инфраструктура

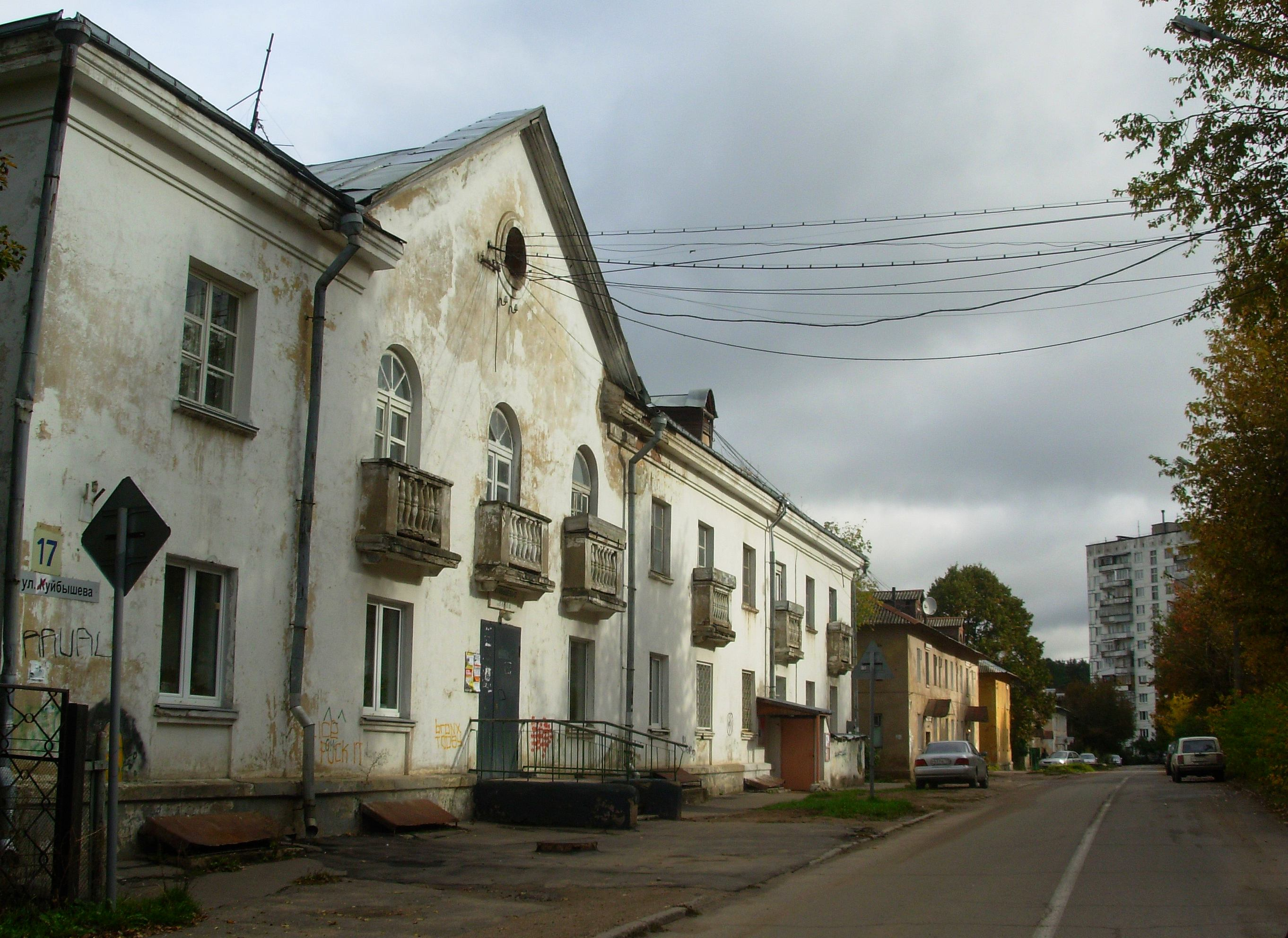
Улица Куйбышева

В посёлке 4 улицы: Куйбышева, Пионерская, Институтская и Левобережная.
В посёлке есть два детских сада, две школы, дом культуры «Метролог» (ранее — Дом метролога), музыкальная школа, дом детского творчества, спортивные площадки, включая стадион хоккейной команды «Стандарт».
Через реку Клязьма в посёлке построено 3 моста.
В окрестностях посёлка проходит автомобильная трасса М11 Москва — Санкт-Петербург.

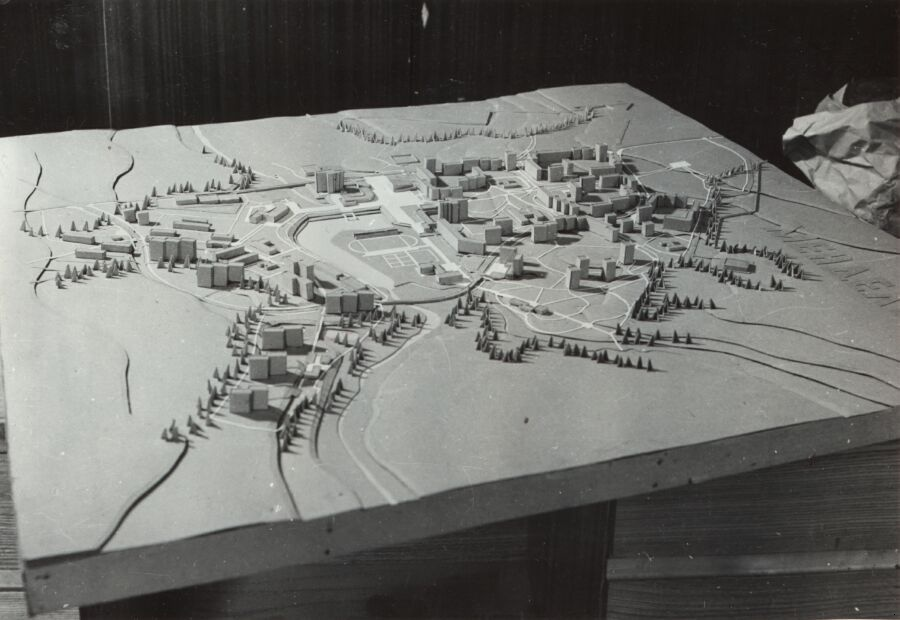
Макет посёлка Менделеево

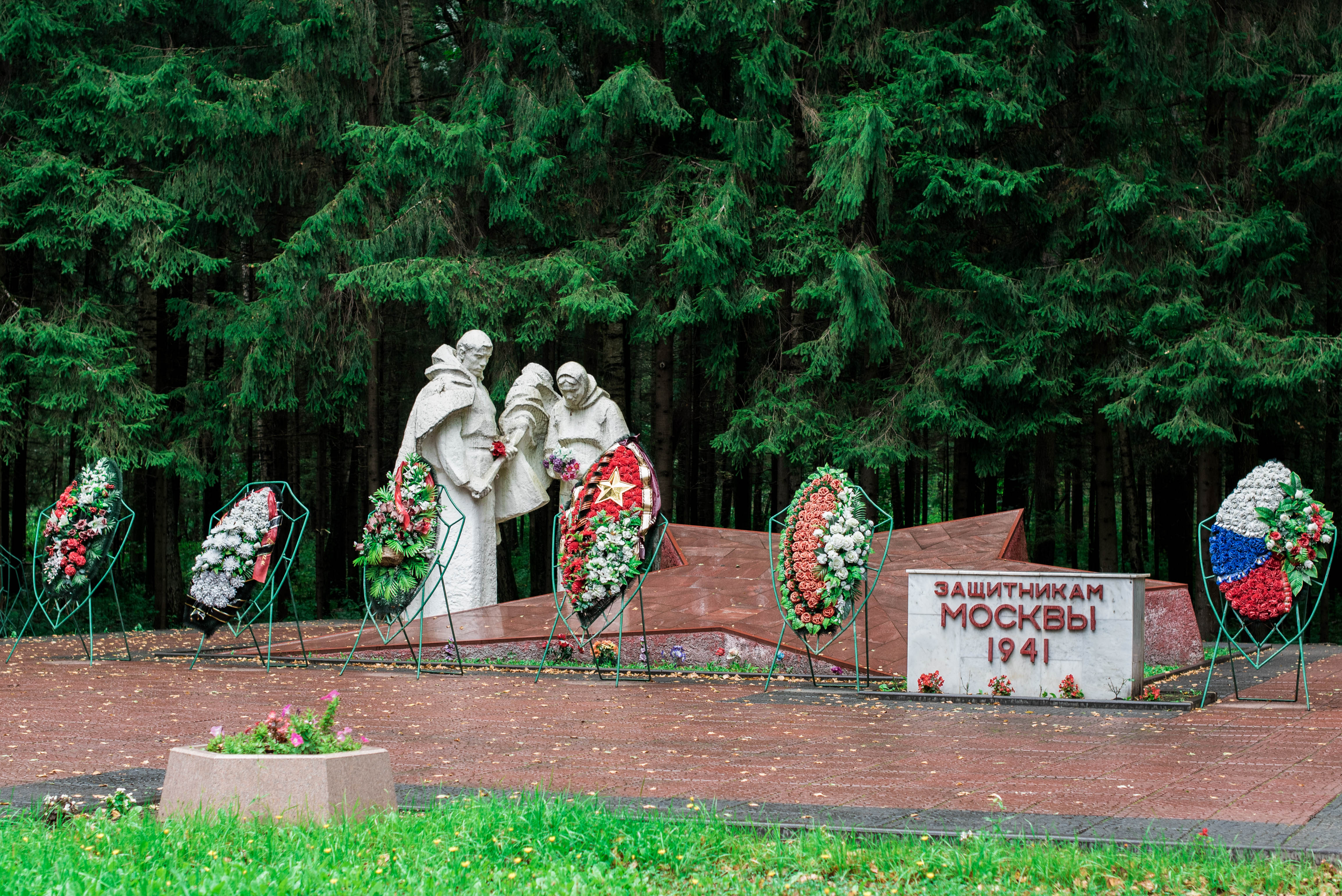
Братская могила советских воинов в Менделеево

## Экономика
По соседству с посёлком расположен Всероссийский научно-исследовательский институт физико-технических и радиотехнических измерений (ВНИИФТРИ), созданный с ним в одно время, специализирующийся на метрологии, стандартизации и сертификации. Наиболее известен как держатель государственного эталона времени и частоты.
По социально-экономическому положению посёлок Менделеево, во времена СССР развивавшийся прежде всего как жилая зона для персонала крупной (до 6 тыс. сотрудников) обособленной научной организации, можно отнести к умеренно-депрессивному региону, демонстрацией чего служит факт практически полного прекращения жилищного строительства на территории посёлка в период после 1992 года и до настоящего времени.

## Транспорт
Междугородные автобусы ходят от Менделеево до станции Крюково (Зеленоград), Льялово и до Москвы — метро Водный Стадион. На территории посёлка находятся три автобусные остановки.

## Достопримечательности

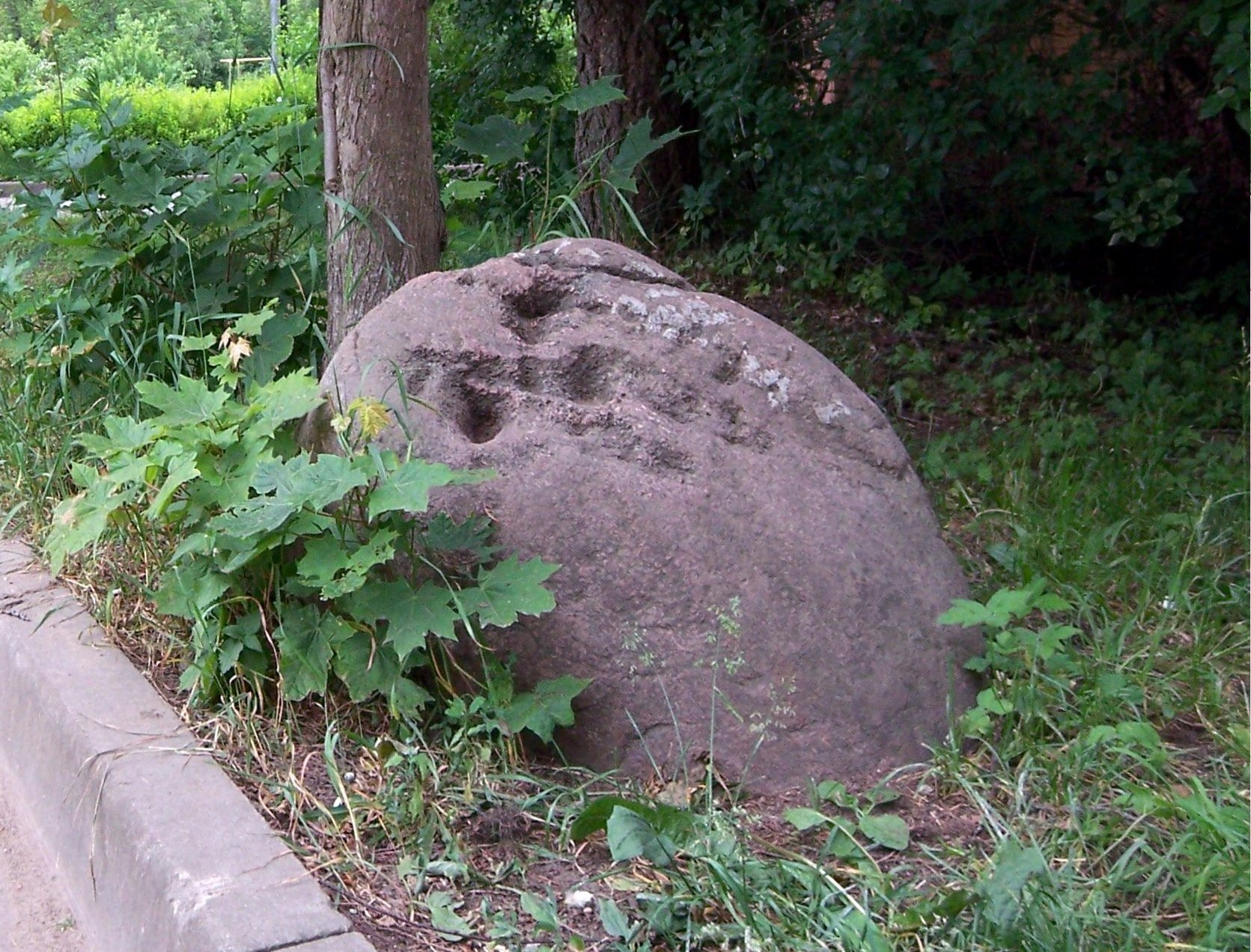
Гранитный камень у дома культуры, предположительно следовик

- Непосредственно возле ответвления дороги с Ленинградского шоссе к посёлку находится мемориальный комплекс «Штыки».
- По дороге к посёлку, в нескольких сотнях метров от крайних домов, имеется памятник «Воин и скорбящая мать», посвящённый событиям первого года Великой Отечественной войны. Памятник установлен в честь 40-летия битвы под Москвой на братской могиле советских воинов[22][23] и представляет собой мужскую и женскую фигуры рядом с облицованной полированным гранитом пятиконечной звездой. Памятник построен силами ВНИИФТРИ. Рядом с памятником до 1990-х годов были установлены противотанковые ежи в память о проходившем здесь рубеже обороны, откуда началось контрнаступление советских войск зимой 1941.[24]
- В лесу рядом с посёлком расположена Самолётная поляна, посвящённая авиакатастрофе 6 июля 1982 года.

## Здравоохранение
В посёлке расположена ГБУЗ МО Менделеевская городская больница (взрослая), а также Менделеевская детская поликлиника.

## Досуг и развлечения
- КДЦ (культурно-досуговый центр) МБУ Метролог[26].
- Спортивный комплекс/стадион «Стандарт».